# Thunder Wolves
Thunder Wolves est un jeu vidéo d'action, développé par Most Wanted Entertainment, édité par Ubisoft et sorti en 2013 sur Windows, PlayStation 3 et Xbox 360.

## Accueil
- IGN : 6,7/10[1]